# Kočani
Kočani (makedonski: Кочани) grad je na istoku Sjeverne Makedonije. 
Nalazi se u Kočanskoj dolini, poznatoj po riži i termalnim vodama. Sjedište je istoimene Općine Kočani, koja je prema popisu iz 2002. imala 38 092 stanovnika.

## Povijest
Postoje tragovi jednog antičkog naselja kod sela Dolno Gratče, оstatci bedema, rimska i bizantiska keramika te nakit.
Prvi zapis o postojanju naselja potječe iz 1337. godine, iz darovnog ugovora srpskog vlastelina Jovana Olivera koji je crkvu sv. Dimitrija poklonio gradu Kočani.
Drugi značajni pisac koji je pisao o Kočanima bio je turski putopisac Evlija Čelebi 1519. godine. On navodi da su Kočani »lijepo selo« u kojem živi 54 kršćanskih obitelji te jedna muslimanska, kao i 12 neoženjenih kršćana. 
U 19. stoljeću, Kočani su postali upravno sjedište otomanske Kaze i polako postaju grad. Tako već 1900. godine Kočani imaju 6000 stanovnika.
U požaru u noćnom klubu u Kočanima 16. ožujka 2025. oko 59 ljudi je umrlo, a 155 je ozlijeđeno.

## Zemljopisne odlike
Grad Kočani leži na sjevernoj strani Kočanske kotline, na obje obale Kočanske reke, na južnim padinama Osogovskih planina. S juga Kočansku kotlinu (koja je široka oko 8 km) zatvara planina Plačkovica. U blizini Kočana nalazi se zimski turistički centar Ponikva na Osogovskim planinama.
Kroz Kočane prolazi makedonska magistralna cesta M-5, kojom je grad povezan sa Štipom (30 km) i Velesom (70 km), a s istim je gradovima od 1926. povezan i putem željeznice.
Kočani su udaljeni 120 km od Skopja, 10 km od Vinice, 30 km od Makedonske Kamenice, 55 km od Delčeva, 60 km 
od Berova, 48 km od Kratova i 65 km od bugarske granice.

## Kultura
Kočani su postali svjetski poznati po svom romskom puhačkom orkestru Kočani Orkestar, koji izvodi World Music (glazbu inspiriranu narodnom), DAF-u, dramskom amaterskom festivalu koji se održava krajem svibnja već 20 i više godina, a sudjeluju amaterske grupe iz raznih zemalja. Dani na orizot ('Dani riže') koji se održavaju početkom listopada tradicionalna su manifestacija povodom žetve riže gdje se pokazuju tradicionalni običaji i jela od riže i niz kulturno-umjetničkih događanja. Ljeto u Kočanima i niz drugih kulturno-umjetničkih događanja, izložbe u Domu za kulturu, izložbe i čitanja u Gradskoj biblioteci ISKRA, kulturno-umjetnička manifestacija Makteon koja se održava početkom svibnja i druga događanja također su dio gradske kulture.

## Gospodarstvo
Kočanska dolina bila je poznata po proizvodnji riže, a najveća tvrtka koja se bavila preradom i plasmanom bio je Žito-Oriz, koji više ne postoji. Uglavnom su zastupljena mala poduzeća koja se bave tekstilom, uzgojem povrća i cvijeća pod plastenicima, preradom riže, izradom inox bojlera, aluminijskom stolarijom, ugostiteljstvom, razvojem zimskog turizma na obližnjoj planini Osogovo, gdje postoji skijaška i snowboarderska staza, smještaj i ugostiteljski objekti.

## Stanovništvo
Po popisu stanovništa iz 2002. grad Kočani imao je 28 330 stanovnika, a njihov sastav bio je sljedeći:
- Makedonci 25 730 (93,12 %)
- Romi 1951 (5,12 %)
- Turci 315 (0,83 %)
- Vlasi 193 (0,51 %)
- Srbi 63 (0,18 %)
- ostali 77 (0,245 %)

## Gradovi prijatelji
- Kazanlk, Bugarska
- Szigetszentmiklós, Mađarska
- Yenifoça, Turska
- Križevci, Hrvatska
- Perejaslav, Ukrajina
- Novi Kneževac, Srbija

## Galerija
- Crkva Sv.Đorđi, Kočani
- Panorama Kočana
- Kočani, 1942.
- Kočani orkestar

## Vanjske poveznice
- Službene stranice općine Kočani
- Stare fotografije grada
- Europe Development Center - Kočani
- Vodič po noćnom životu Kočana
- Lovište Polaki Kočani